# 리오 매케리
토머스 리오 매케리(영어: Thomas Leo McCarey, 1898년 10월 3일 ~ 1969년 7월 5일)는 아카데미상 3회 수상에 빛나는 미국의 영화 감독이다. 그의 대표작으로는 《내일을 위한 길》(1937), 《놀라운 진실》(1937), 《나의 길을 가련다》(1944), 《러브 어페어》(1957)가 있다.

## 참여 작품
- 식은 죽 먹기
- 레드 갭의 러글스
- 내일을 위한 길
- 이혼 소동
- 러브 어페어 (1939년 영화)
- 마이 페이버릿 와이프
- 나의 길을 가련다
- 성 메리 성당의 종
- 러브 어페어 (1957년 영화)